# الزباري
الزباري بلدة سورية تتبع ناحية مركز الميادين في منطقة الميادين في محافظة دير الزور. تقع البلدة على الضفة اليمنى لنهر الفرات، وتبعد نحو 13 كيلومترًا إلى الشمال من مدينة الميادين، ضمن منطقة السهل الفيضي الخصب ، بلغ عدد سكانها 5544 نسمة في عام 2004 حسب إحصاء المكتب المركزي للإحصاء. إلا أن التقديرات المحلية تشير إلى أن عدد السكان تجاوز 25,000 نسمة في السنوات الأخيرة.[بحاجة لمصدر]
ينحدر غالبية سكان الزباري من عشيرة الزباري من المحامدة الشيحة، قبيلة الدليم، ويُنسب اسم البلدة إلى جدهم زبري العبدالله، الذي يُعتقد أنه أسس الاستيطان الحديث فيها منذ أكثر من 400 عام.[بحاجة لمصدر]

## الجغرافيا والموقع
تقع الزباري على ارتفاع 189 مترًا عن سطح البحر، وتتموضع ضمن منطقة زراعية على الضفة اليمنى لنهر الفرات، حيث تمتد جنوبًا بمحاذاة النهر. تبلغ المساحة الزراعية للبلدة نحو 600 هكتار، تُروى بشكل رئيسي بواسطة أنظمة ضخ مائي من النهر.[بحاجة لمصدر]

## النشاط الاقتصادي
يعتمد سكان البلدة على الزراعة كمصدر رئيسي للدخل، وتشمل محاصيلهم الزراعية:القطن،الشوندر السكري،الحبوب الشتوية (كالقمح والشعير)،الخضر الصيفية والفواكه :مثل المشمش والإجاص،كما تنتشر في البلدة الزراعة ضمن الأنفاق البلاستيكية لإنتاج الخضار المبكرة. إلى جانب الزراعة، يمارس الأهالي تربية الأغنام والأبقار.[بحاجة لمصدر]

## التاريخ
تشير الدلائل الأثرية إلى أن الزباري عرفت الاستيطان منذ العهد الأيوبي، ويُعرف في البلدة موقع أثري يعرف بـ "تل الزباري". يعود إعمار الزباري الحديث إلى القرنين الثامن عشر والتاسع عشر الميلاديين، حيث توسعت تدريجيًا على امتداد الضفة اليمنى لنهر الفرات.